# サン・ナザーリオ
サン・ナザーリオ（伊: San Nazario）は、イタリア共和国ヴェネト州ヴィチェンツァ県ヴァルブレンタに属する分離集落（フラツィオーネ）。
かつては独立したコムーネであったが、2019年1月30日にカンポロンゴ・スル・ブレンタ、チズモーン・デル・グラッパ、ヴァルスターニャと合併して新自治体の一部となった。

## 地理

### 位置・広がり

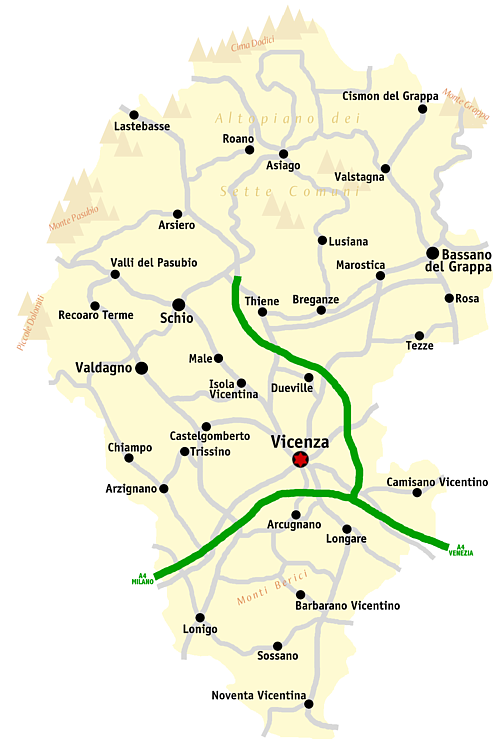
ヴィチェンツァ県概略図

#### 隣接コムーネ
コムーネとしてのサン・ナザーリオは、以下のコムーネと隣接していた。
- カンポロンゴ・スル・ブレンタ
- チズモーン・デル・グラッパ
- ポーヴェ・デル・グラッパ
- ソラーニャ
- ヴァルスターニャ